# Opferverhältnis (Wirtschaft)
Das Opferverhältnis  (englisch: sacrifice ratio) ist ein Schlagwort aus der Makroökonomie und gibt an, wie viel Prozent des jährlichen Bruttoinlandsproduktes bzw. der Beschäftigten "geopfert" werden müssen, um die Inflation um einen Prozentpunkt zu reduzieren. Es leitet sich aus der 1960 erweiterten Phillips-Kurve nach Phillips, Samuelson und Solow ab, die den Zusammenhang von Arbeitslosigkeit und Inflation beschreibt.

## Herleitung und Berechnung der Opferverhältniszahl
Die erweiterte Phillips-Kurve beschreibt den Zusammenhang zwischen Arbeitslosigkeit und Inflation.
Aus dieser ökonometrischen Regressionsanalyse wird die Opferverhältniszahl bzw. das Opferverhältnis abgeleitet und berechnet.

Abbildung der erweiterten Phillips-Kurve

Die Abbildung der erweiterten Phillips-Kurve zeigt, dass ein Rückgang der Inflation (Disinflation) um β einer Steigerung der Arbeitslosenquote um 1 entspricht. Das Opferverhältnis ist demzufolge:
{\displaystyle {\text{Opferverhältnis}}={\frac {1}{\beta }}}
Konkret bedeutet dies:
{\displaystyle {\text{Opferverhältnis}}={\frac {\text{Jahresprozentpunkt an Ueberschussarbeitslosigkeit}}{\text{Rueckgang Inflation}}}}
Jahresprozentpunkte an Überschussarbeitslosigkeit ist die Differenz zwischen tatsächlicher und natürlicher Arbeitslosigkeit.
Liegt beispielsweise die natürliche Arbeitslosenquote bei 8 % und die Arbeitslosenquote für 4 Jahre bei 10 %, dann berechnen sich die Jahresprozentpunkten an Überschussarbeitslosigkeit wie folgt: {\displaystyle {\left(10-8\right)\cdot 4}=8}
Als natürliche Arbeitslosigkeit wird oftmals die langfristige Arbeitslosenquote herangezogen. Die tatsächliche Arbeitslosigkeit beschreibt die aktuelle Arbeitslosenquote.
Der Rückgang der Inflation wird in Prozentpunkten angegeben. Z.B. bedeutet eine Verminderung der Inflationsrate von 10 % auf 6 % eine Disinflation von 4 %.

## Beispiel US Wirtschaft zwischen 1979 und 1985

### Ausgangslage
Am Beispiel der USA im Zeitraum von 1979 bis 1985 wurde hier unter anderem das Opferverhältnis berechnet.
| %                           | 1979 | 1980 | 1981 | 1982 | 1983 | 1984 | 1985 |
| --------------------------- | ---- | ---- | ---- | ---- | ---- | ---- | ---- |
| Wachstum des BIP            | 2.5  | -0.5 | 1.8  | -2.2 | 3.9  | 6.2  | 3.2  |
| Arbeitslosenquote           | 5.8  | 7.1  | 7.6  | 9.7  | 9.6  | 7.5  | 7.2  |
| Inflationsrate              | 13.3 | 12.5 | 8.9  | 3.8  | 3.9  | 3.9  | 3.8  |
| kumulierte Arbeitslosigkeit |      | 1.0  | 2.6  | 6.3  | 9.3  | 11.4 | 12.6 |
| kumulierte Disinflation     |      | 0.8  | 4.4  | 9.5  | 9.5  | 9.4  | 9.5  |
| Opferverhältnis             |      | 1.25 | 0.59 | 0.66 | 1.04 | 1.12 | 1.32 |

Zur Berechnung der kumulierten Arbeitslosigkeit wurde die Summe der Jahresprozentpunkte an Überschussarbeitslosigkeit seit 1980 herangezogen. Die natürliche Arbeitslosenquote wurde mit 6,0 % festgelegt. Die Differenz zwischen Inflationsrate eines Jahres und der Inflationsrate des Jahres 1979 ergibt die kumulierte Disinflation.

### Beobachtungen
- Im Betrachtungszeitraum der US Wirtschaft von 1979 bis 1985 war die Disinflation eng mit einer hohen Arbeitslosigkeit verbunden.

- Das Opferverhältnis pendelt sich um 1 ein. Dies bedeutete, dass ca. 10 % Disinflation die Arbeitslosigkeit um 10 Jahrespunkte erhöhte.

- Die US-Wirtschaft im  Zeitraum von 1980 bis 1982 zeigt, dass das Opferverhältnis bei schneller Disinflation geringer ist als bei langsamer (siehe Zeitraum 1983–1985).

### Kritik
- Die Einkommensverluste werden beim Opferverhältnis nur nominal betrachtet, in Geldeinheiten errechnet, die Kaufkraft des Geldes wird nicht berücksichtigt.
- Die Umverteilungsmöglichkeiten der Inflation werden außer Acht gelassen. So verhindern z. B. Tarifverträge, dass einer Preissteigerung (Inflation) auch eine Lohnerhöhung folgt. Die, durch die Preiserhöhung, zusätzlich gewonnenen Einnahmen bleiben so beim Unternehmer. Insofern könnte das Opferverhältnis zu Missverständnissen führen.
- Die Laufzeit von Tarifverträgen wird nicht betrachtet. Tarifverträge können z. B. verhindern, dass Arbeiter zugunsten der Disinflation entlassen werden. Somit ist das Opferverhältnis in Volkswirtschaften mit geringen Tarifvertragslaufzeiten geringer als in Volkswirtschaften mit längeren Tarifvertragslaufzeiten. Dies resultiert daraus, dass bei kurzfristigen Tarifverträgen die Volkswirtschaft in einer Disinflation schneller bzw. früher handeln kann.

## Zusammenfassung
Ausgegangen davon, dass der Staat die Arbeitslosigkeit durch fiskal- und geldpolitische Maßnahmen beeinflussen kann, muss er zwischen zwei Übeln wählen: hohe Arbeitslosigkeit oder hohe Inflation. Kurzfristig besteht zwischen beiden ein so genannter „trade off“. Denn in einer Volkswirtschaft ist hohe Arbeitslosigkeit genauso unerwünscht wie eine hohe Inflation.
Durch das Sinken der Inflationsrate wird ein Anstieg der Arbeitslosenquote erkauft. Da die zusätzlichen Arbeitslosen nicht in den Produktionsprozess eingreifen, wird deren mögliche Produktivität verschenkt bzw. geopfert. Daher der Name Opferverhältnis.
Auf der anderen Seite führt eine Senkung der Arbeitslosenquote zu einer erhöhten Inflation.
Langfristig führt eine höhere Inflation nicht zu einer Beschäftigungszunahme bzw. Verringerung der Arbeitslosigkeit.